# Sergej Samodin
Sergej Aleksandrovič Samodin (in russo Сергей Александрович Самодин?; Stavropol', 14 febbraio 1985) è un ex calciatore russo, di ruolo attaccante.

## Carriera

### Club
Ha giocato nella massima serie dei campionati russo ed ucraino.

### Nazionale
Ha giocato nella nazionale russa Under-21.

## Palmarès

### Club

#### Competizioni nazionali
- Campionato russo: 2

CSKA Mosca: 2003, 2005

#### Competizioni internazionali
- Coppa UEFA: 1

CSKA Mosca: 2004-2005